# Grange cistercienne de Fontaine-Robert
La grange cistercienne de Fontaine-Robert est une grange située à Neuvelle-lès-la-Charité, en France.

## Description
La grange de Fontaine-Robert, qui dépendait de l'abbaye cistercienne de la Charité, est située dans un lieu isolé au nord de la commune de Neuvelle-lès-la-Charité et distant de 6km de l'abbaye. L'édifice actuel, qui date du XVIIIe siècle, est constitué de deux longs bâtiments construits parallèlement de part et d'autre d'un chemin. Le premier, à l'ouest, composé d'un rez-de-chaussée et d'un étage de comble, comprend trois logements identiques avec cuisine, poêle, chambre et grenier ; le deuxième montre quatre fois répétée la même formule d'une allée de grange entre deux écuries. A l'écart, à l'ouest, on trouve le four. Fontaine-Robert apparaît comme un bon exemple de grange cistercienne reconstruite au XVIIIe siècle et peu modifiée depuis.

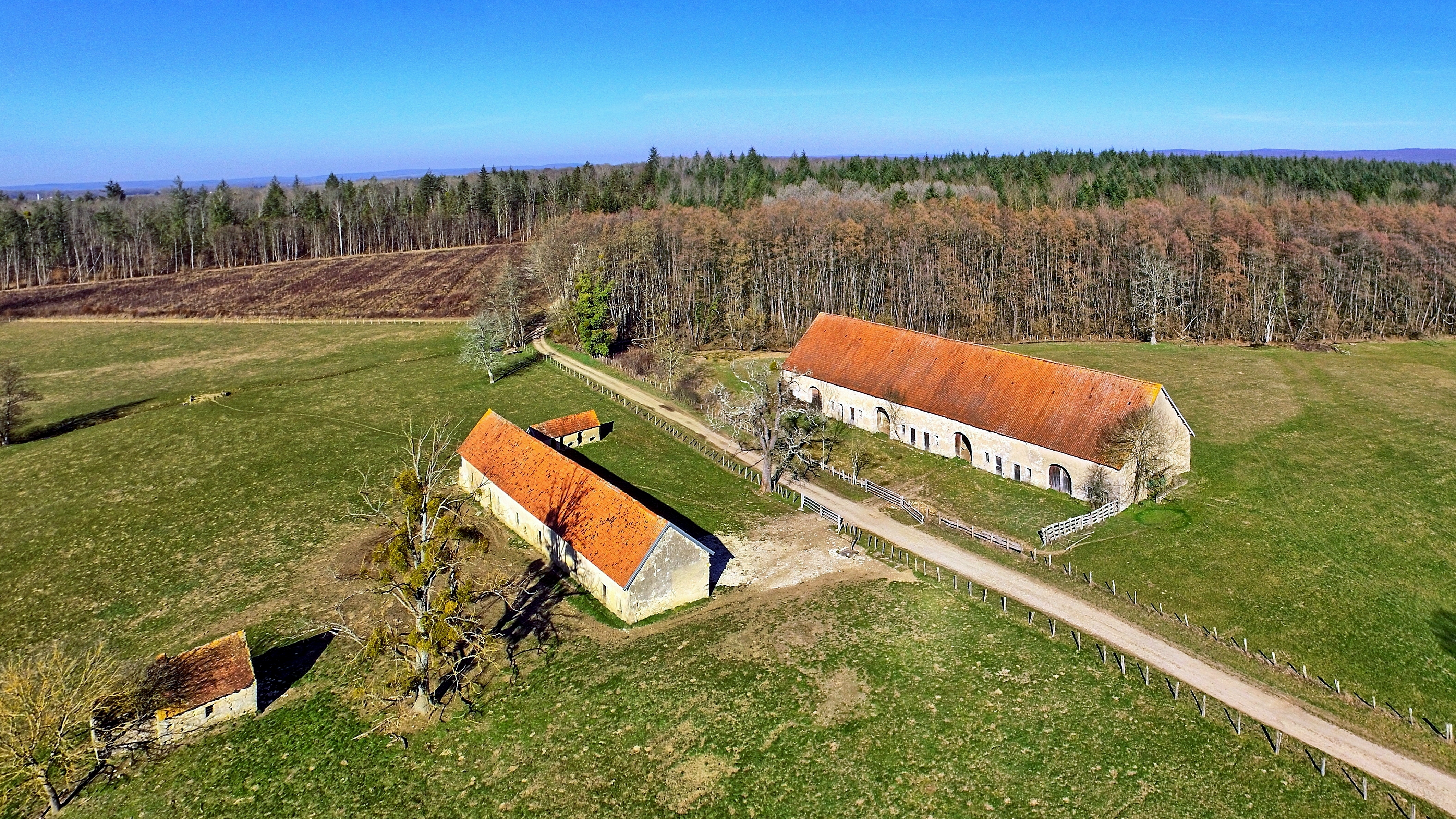
Vue générale de la grange de Fontaine Robert.

## Localisation
La grange est située sur la commune de Neuvelle-lès-la-Charité, dans le département français de la Haute-Saône.

## Historique
L'édifice est inscrit au titre des monuments historiques en 1998.